# Wälti Bänziger
Wälti Bänziger (* 1560 in Kurzenberg (heute Wolfhalden); † 1646 in Kurzenberg;
heimatberechtigt in Kurzenberg) war ein Schweizer Politiker aus dem Kanton Appenzell Ausserrhoden. 

## Leben
Wälti Bänziger war mit Elsbeth Sonderegger verheiratet. Er war Wirt und Erbauer einer Mühle, die 1626 zur Fertigstellung kam. Erstmals wurde Wälti Bänziger 1593 als Gemeindevorsteher erwähnt, später als Gemeindehauptmann und während der Zeit des Dreissigjährigen Krieges von 1613 bis 1646 als Mitglied des Ausserrhoder Kleinen Rats – der Ausserrhoder Regierung – im Amt des Landeshauptmanns. Der 1621 wegen unerlaubter Geldwechselgeschäfte angeklagte Wälti Bänziger pflegte intensive Beziehungen mit Thal und Rheineck, dessen starke Marktstellung er sich geschäftlich nutzbar zu machen verstand. Mit grossem Vermögen ausgestattet, war er die dominierende Persönlichkeit am Kurzenberg. Er machte den Weiler Wolfhalden zum bevorzugten Versammlungsort der Kurzenberger Gemeindebehörden, was mit ein Grund war für den Streit um den Standort der Kurzenberger Kirche im Jahr 1652.